# Mittlere Lupberghöhle

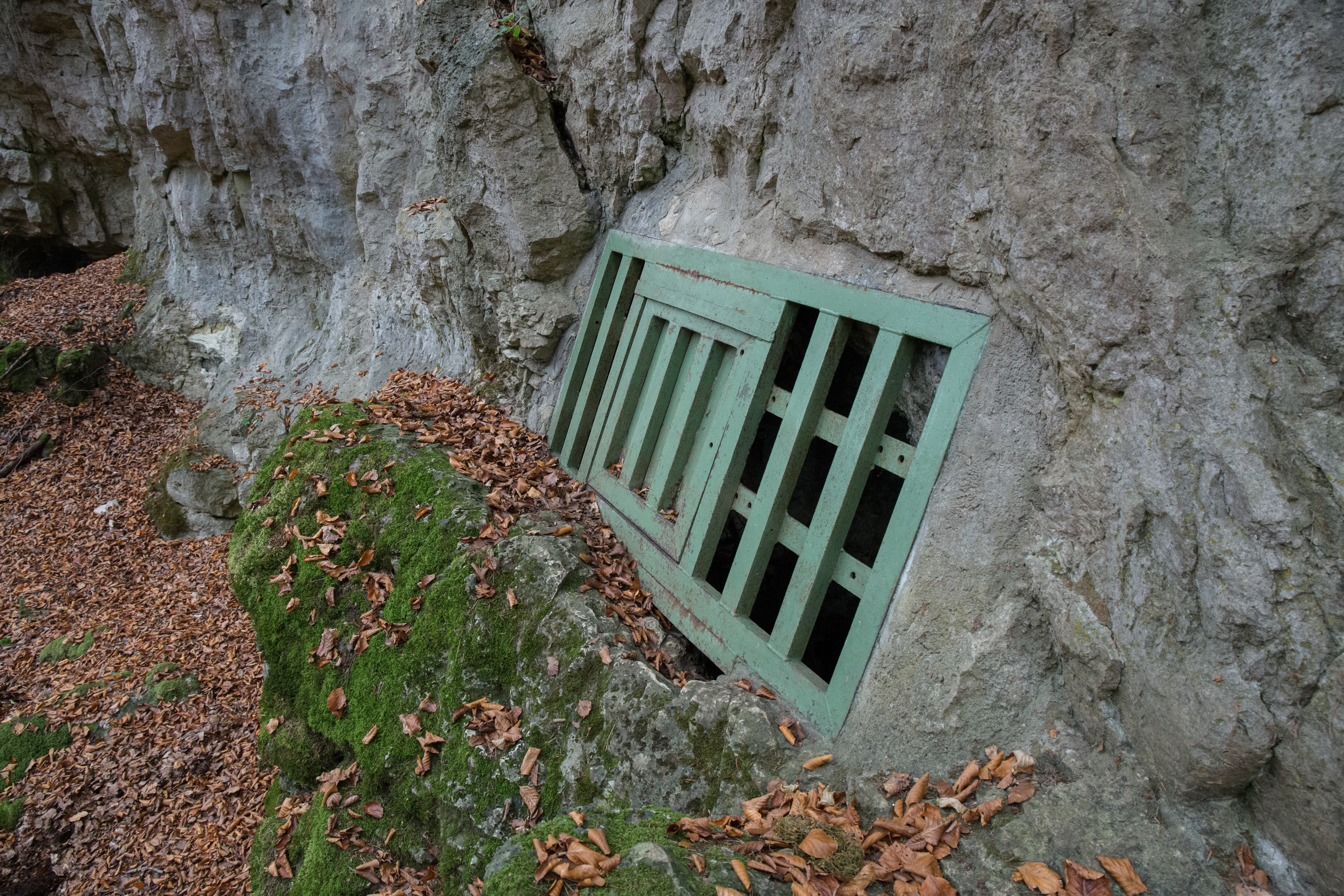
Vergitterter Eingang zur Lupberghöhle (November 2015)

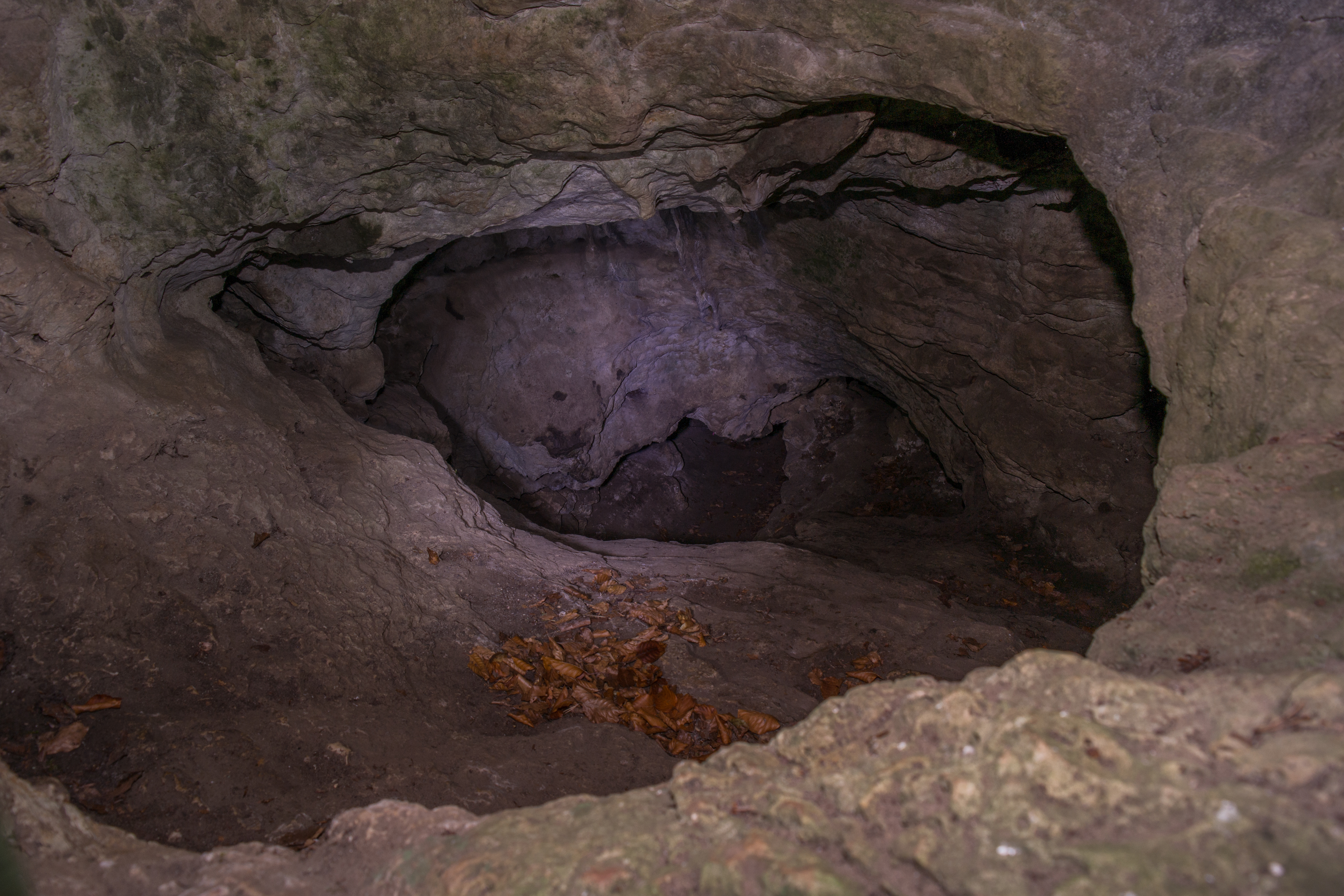
Blick in den Eingangsschacht (November 2015)

Die Mittlere Lupberghöhle, auch als „Lohberghöhle“ oder „Pumperloch“ bezeichnet, liegt auf der Fränkischen Alb bei Trondorf in der oberpfälzischen Gemeinde Neukirchen bei Sulzbach-Rosenberg im Landkreis Amberg-Sulzbach in Bayern. Sie trägt die Katasternummer A 169 des Höhlenkatasters Fränkische Alb.
Das Pumperloch ist eine etwa zehn Meter tiefe Schachthöhle von drei bis fünf Meter Durchmesser, die sich nach unten flaschenartig erweitert und in einer etwa 20,0 × 35,0 Meter großen Halle endet. Die Höhle ist der Öffentlichkeit nicht zugänglich.
Entdeckt wurde die Höhle im Jahr 1893, die Vermessung erfolgte 1956. Erste Funde, darunter eine hallstattzeitliche Scherbe, gehen auf F. Knarr (1893), auf A. Ehrensberger (1890) und Josef Richard Erl (1906) zurück. Die Höhle zeichnet sich durch gute Erhaltung der über die gesamte Oberfläche verstreuten Funde aus. Neben Menschen- und Tierknochen fanden sich Scherben und Bronzen. Raubgrabungen in den 1960er und 1970er Jahren veranlassten, dass die Höhle unzugänglich gemacht wurde.
Aus der horizontalen Halle stammen nach Armin Stroh ausschließlich urnenfelderzeitliche Funde. Nach Michael Moser lag aber auf dem oberen Teil des Schuttberges eine Schale der späten Latènezeit (1. Jahrhundert v. Chr.), die zusammen mit Leichenteilen durch einen oberen Schachtzugang hinuntergeworfen wurde. Aus der Privatsammlung H. Lindner liegt auch ein perforiertes urnenfelderzeitliches Schädelamulett mit 64 Löchern vor, bei dem die Bronzepatina das Stück als Anhänger ausweist. Das Amulett ist keine Trepanation, sondern eine postmortale Arbeit.
Die Höhle ist heute als Bodendenkmal Nummer D-3-6435-0105: "Lupberghöhle" (A 169) mit Funden der frühen und mittleren Bronzezeit, der Urnenfelderzeit und der Hallstattzeit sowie menschlichen Skelettresten geschützt. Sie ist als Naturdenkmal ausgewiesen.